# Egeskov (Dania)
Egeskov – miasto w Danii, w regionie Dania Południowa, w gminie Fredericia.